# Johanne Luise Heiberg
Johanne Luise Heiberg, døbt Pätges (født 22. november 1812 i København, død 21. december 1890 sammesteds) var en dansk skuespillerinde og forfatterinde, hvis mor var af jødisk familie. Fra en opvækst i næsten total social elendighed – fattigdom, druk og racisme – præsterede hun at stige til guldalderens top uden at miste sin sjæl.
Hun blev af sin far tvunget til at optræde bl.a. på Dyrehavsbakken og diverse værtshuse. En mandlig beundrer fik hende væk fra dette miljø og i gang med en uddannelse til skuespiller. Hans selvmord kunne have sat en bremse på hendes karriere, men Johanne Luise holdt ud. Hendes talent var iøjnefaldende og uimodsigeligt. Selv holdt hun fast ved sin værdi: hun nægtede således at indlede pædofile forhold til diverse lærere på balletskolen. Hurtigt blev hun en af hovedkræfterne på teatret; en forunderlig ung kvinde, sanselig og intellektuel, smuk, selvbevidst, sart og stejl på samme tid.
Hun var fra 1826 til 1864 den absolut førende skuespillerinde på Det kongelige Teater. I 1820'erne skrev Johan Ludvig Heiberg flere vaudeviller til hende, og hun blev i 1831 gift med ham. Dette ægteskab opfattede hun øjensynlig som sin hjemkomst i den klasse, hun opfattede som sin egen: de højeste lag i guldalderens kunstnerverden. Hun havde før levet i en forkert verden, nu var hun hjemme: i eliten.
I romantikken skrev Henrik Hertz, Adam Oehlenschläger og H.C. Andersen en række skuespil til hende med splittede, dæmoniske kvinder i hovedrollen.
Efter at være ophørt med at optræde fungerede fru Heiberg fra 1867-1874 som "Sceneinstructrice" ved Det kongelige Teater. I sine erindringer dvæler hun længe ved opsætningen af Shakespeares Macbeth og diskuterer selve skuespillets metode: hun, som havde spillet teater i den romantiske periode, konkretiserede nu realismens idealer.
Hun udgav brevvekslingen mellem sin svigermor Thomasine Gyllembourg og hendes fraskilte mand P.A. Heiberg – hvis ikke hun havde udsendt brevene i bogform, var de formentlig gået tabt. Brevene reddede Thomasines anløbne rygte og illustrerer eminent de fremherskende holdninger i tiden omkring 1800 – meget fjerne fra holdningerne i 1880'erne hvor bogen udkom. Ikke desto mindre tog Johanne Luise sin svigermors parti.
Hendes selvbiografi, Et Liv gjenoplevet i Erindringen, blev udgivet fra 1891-1892 af A.D. Jørgensen. Bogen vakte voldsomt røre ved udgivelsen, fordi meget i bogen gav udtryk for hendes stærkt subjektive opfattelse af begivenhederne – nogle kalder derfor spøgefuldt bogen for "Et Liv genopløjet i Erindringen". Den er et passioneret kampskrift, et forsvar for hendes mand, der som teaterchef pådrog sig manges had, og et forsvar for hendes egne valg. Ved førsteudgivelsen blev mange barske partier skåret ud, bl.a. om balletskolens misbrug af børn: de er senere indsat på rette plads.

## Opvækst og baggrund
Johanne Luises far hed Christian Heinrich Pätges og var født 1777 i landsbyen Honnef i hertugdømmet Berg ved Rhinen. Han lærte bødker- og vinkyperprofessionen i den tyske by Linz am Rhein ved Rhinen og udvandrede for at undgå militærtjenesten til Danmark og nedsatte sig i begyndelsen af århundredet som vinhandler i København. Her gjorde han bekendtskab med Henriette Hartwig eller Hirschborn, hvis jødiske forfædre var kommet fra Holland til byen Friedberg ved Frankfurt, hvor Henriette blev født. Herfra flygtede hun i en meget ung alder med sin søster, kom til Hamborg, hvor hun kom i tjeneste hos et jødisk herskab, og fulgte det til København.
I sit ægteskab med Heinrich Pätges fødte hun ni børn, af hvilke Johanne, der kom til verden 22. november 1812, var det næstyngste. Under Københavns bombardement (1807) mistede familien alt, hvad den ejede, og levede i en årrække under de trangeste kår, trods den energiske husmoders ihærdige bestræbelser for at holde sammen på stumperne. Hun drev værtshus og havde middagsabonnement, bl.a. for officererne ved det 2. jyske regiment. Da det i 1816 fik garnison i Aalborg, flyttede hun med, og her modtog den lille Johanne sin første danseundervisning hos en af regimentets underofficerer, J.F. Zangenberg. Han gav hende, da familien fire år senere vendte tilbage til København, et anbefalingsbrev til solodanser Dahlén, og efter at have aflagt prøve blev hun optaget på teatrets danseskole. Her kom hun snart til at høre blandt de fremmeligste; der blev komponeret et par små entreer for hende og en anden flink elev, den senere solodanserinde Andrea Marie Krætzmer, og de to unge piger fulgte med deres lærer P.J. Larcher på en kunstrejse til Lübeck og Hamborg.

## 1820'erne
Allerede inden disse rejser var Johanne Pätges taget i tjeneste af talescenen, som benyttede de mest opvakte danseelever til udførelsen af børneroller. 13. maj 1823 havde hun været det ene af Cathrina Juuls børn i Christian IV’s Dom, og aftenen efter spillede hun Giovanni i Adam Oehlenschlägers skuespil Correggio. I den nærmest følgende tid spillede hun bl.a. Fritz i Den lille Hyrdedreng, andet syn i Macbeth og Adonia i Salomons Dom. Ved Nielsens aftenunderholdning 8. januar 1826 fremsagde hun på tysk Castellis (sikkert Ignaz Franz Castelli) digt Lob der kleinen og gjorde så megen lykke, at Frydendahl sikrede sig hendes medvirken ved sit deklamatorium måneden efter (12. februar). Ved denne lejlighed gav hun sammen med Rosenkilde Poul Martin Møllers dialog Hans og Trine.
Den blev modtaget med stormende bifald, og Johan Ludvig Heiberg, som var tilstede, lod sig præsentere for den unge pige, takkede hende for hendes udførelse og skrev med det juvenile elskerpar som centrumsfigurer vaudevillen Aprilsnarrene, i hvilken jomfru Pätges spillede Trine Rar for første gang d. 22. april 1826. Ved sæsonens begyndelse var hun blevet elev ved teatret med 25 rigsdaler sølv i årlig gage, men efter den store succes med Aprilsnarrene blev hun udnævnt til "dramatisk Elev", hvorved hun blev fritaget for dansetjeneste og fik sin løn sat op til 100 rigsdaler om året. Fra nu af tog udviklingen af hendes lige så ejendommelige som smidige talent en fart, der satte hendes samtid i den største forbavselse og omgav hende med en konstant voksende beundring.
Johan Heiberg lagde i Et Æventyr i Rosenborg Have, De Uadskillelige og Prinsesse Isabella roller til rette for hende, Henrik Hertz byggede på hende til udførelsen af Julie i Flyttedagen, Johanne i Kærlighed og Politi, Marie i Arvingerne og Lotte i Amors Genistreger, Thomas Overskou beregnede rollen Esperance i sit skuespil Østergade og Vestergade på hende, og for det nye franske repertoire, særlig Augustin Eugène Scribes lystspil, kom hun i netop det rette øjeblik for at stemple dets udførelse med den rette stils præg; hun spillede Maria i Kærligheds Drømme, Constance i Braun & Comp., Fanny i Ustadighed og Kærlighed, Isabella i Gesandten, Agathe i Den fortræffelige Onkel, Emmeline i Den første Kærlighed, Georgina i Kvækeren og Danserinden og flere roller. Fruen i Tøpfers lille spøg Ser jer i Spejl må heller ikke glemmes, ligesom de større skikkelser hvormed hun gjorde det stærkeste indtryk: Preciosa i Wolffs og Webers lyriske drama, Julie i Shakespeares tragedie, Fenella i Den stumme og Agnete i Heibergs Elverhøj.

## Johanne Pätges optages i ægteparret Wexschalls hjem 1829
Under denne blændende kunstneriske udvikling var der naturligvis også foregået en forandring i den unge skuespillerindes sociale stilling. Mens barndomshjemmet sank dybere og dybere ned i armod, mest på grund af faderens ligeglade energiløshed, åbnede den store og dannede verden sine døre for den beundrede kunstnerinde, hvis ungdom og interessante personlighed gav hendes spil forøget interesse og omgangen med hende en egen charme.
Kort efter Aprilsnarrenes opførelse havde Heiberg præsenteret hende hos sin moder, fru Gyllembourg, og i den lige så fintdannede som elegante kreds, der samledes hos søkadetakademiets chef, Shakespeares oversætter, kommandør Peter Frederik Wulff, blev hun en velset og feteret gæst. Den unge piges naturlige takt erstattede hendes mangel på selskabelig opdragelse, hun fandt instinktivt den rette holdning og udtryksmåde og blev, trods sin beskedne tilbageholdenhed og sin enkle påklædning, genstand for manges hyldest, og nogles sværmeriske tilbedelse.
Fattigdommen og ufreden i hjemmet stod i en grel modsætning til dette lette liv på samfundets højder og fantasiens lyse verden på scenen, så meget mere som også andre og vanskeligere forhold tyngede den unge pige. En 13 år ældre mand, Joh. Gebhard Harboe, assistent ved det kongelige klædeoplag, havde ved et tilfælde gjort hendes bekendtskab i hendes tidlige barndom, taget sig af hendes undervisning og efterhånden forblindet sig i en heftig forelskelse, som, da han mente at kunne få forældrenes samtykke, fik ham til at optræde som en slags skinsyg mentor for hende. Han bevogtede hendes handlinger, plagede hende med sin mistanke og sine mistydninger og forsøgte samtidig at vinde hende ved de oprigtigste hengivenhedsbeviser. Samtidig led han selv ved at se hende inddraget i de større og rigere kredse, hvortil hans indflydelse ikke strakte sig, og gjorde for hende, som det andet offer for dette uklare forhold, den hjemlige tilværelse til en lidelse.
I denne ulige situation kom der til hende som en stor og uventet lykke: hendes faderlige ven i teaterstyrelsen, Jonas Collin, tilbød hende optagelse i ægteparret Wexschalls hjem på teatrets regning. Nytårsdag 1829 flyttede hun til dette kunstnerhus – kun rundt om hjørnet, fra Vingårdsstræde til Laksegade, men alligevel ind i en anden verden. Den store skuespillerinde Anna Wexschall var et elskeligt menneske, som tog sig af sin myndling med moderlig ømhed og den dannede kvindes forstand på hendes tarv. Violinisten Frederik Thorkildsen Wexschall var virtuos på sit instrument, en gennemmusikalsk personlighed og en livfuld natur med stor sans for humor og komik; i deres hjem samledes en munter og opvakt kreds af forfattere, kunstnere og åndfuldt interesserede mennesker.
Under disse forhold brød den så længe kuede livsglæde med dobbelt magt frem hos den unge pige, og hendes væsen undergik en fuldstændig forvandling. Beskeden om, at hendes lidenskabelige tilbeder Harboe havde taget sig af dage, eftersøgt af politiet som mistænkt for underslæb, kastede kun en forbigående skygge over hendes tilværelse: den var jo på samme tid budskab om ophøret af et knugende tryk. Med kunstnerparret Wexschall, Nielsen og nogle andre af teatrets kunstnere gæstede hun i sommeren 1829 Christiania, hvor hun fik det mest levende bifald. Under opholdet her erfarede hun også, at hun 18. juli var blevet udnævnt til kongelig skuespillerinde med 300 rigsdaler i årlig gage.

## Giftermålet med Heiberg 1831
Af hendes mange tilbedere havde adskillige haft frierhandskerne på. Heiberg havde bejlet til hende, men fået et skånsomt afslag; ligeledes hans ven, den ædle og åndfulde dr. Nicolai Christian Møhl. Hos Wexschalls fortalte man hende, at lige børn leger bedst, og rådede hende til at forlove sig med en skuespiller. Den unge Christoffer Hvid, som havde debuteret i marts 1829, kom meget i huset, og hans kurmageri blev støttet af dets værtinde. Under denne daglige påvirkning kom forlovelsen omsider i stand, men selv om han var en dannet og nobel personlighed, gik det snart op for hende, at hun havde begået et misgreb, og hun led meget derunder.
Imidlertid gik det Wexschallske ægteskab sin opløsning i møde, og Johanne Pätges måtte se sig om efter et andet hjem. Fru Gyllembourg tilbød hende en plads i sit, og udsigten til jævnligt at se og tale med Heiberg var vel ikke det mindste af de motiver, der fik hende til at modtage det venlige tilbud. Han vedblev at have den største plads i hendes beundring og, uden at det altid stod klart for hende, også i hendes hjerte; hans usvækkede virken for hendes vel, hans uforandrede finhed og ridderlighed i samværet med hende afsatte et stærkere og stærkere indtryk af dyb hengivenhed. Under opholdet hos fru Gyllembourg blev forbindelsen med Hvid løsnet og opløst, stilfærdigt og harmonisk fra begge sider, og lige så stilfærdigt foregik der mellem Johanne Pätges og Heiberg en tilnærmelse, der umærkelig gled over til en fast pagt imellem dem – en forlovelse, som de ikke meddelte til noget menneske, end ikke til fru Gyllembourg.
Først sommeren efter blev fru Gyllembourg, gamle P.A. Heiberg i Paris og Johannes forældre indviet i hemmeligheden, og 31. juli 1831 fandt vielsen sted i Slangerup Kirke, forrettet af Heibergs gamle lærer pastor P. Hansen. Hvedebrødsdagene tilbragtes i Lyngby, og ved teaterprøvernes begyndelse flyttede de nygifte til deres hjem på Christianshavn, i Brogade nr. 3, hvor fru Gyllembourg sluttede sig til den unge husholdning.

## De mange roller 1831-56
Den 19-årige fru Heiberg fortsatte den glimrende udvikling, som frøken Pätges havde begyndt, og hendes navn blev under en lang kunstnerbane det berømteste på den danske scene. Som barn og ung pige havde hun fejret triumfer i roller, der fordrede barnlig uskyld, fin komisk attitude og ungdommelig livsglæde; til dem føjede hun nu, påvirket af urbane omgangsformer og modnet af den høje intelligens, der omgav hende, sit store repertoire af det franske konversationsstykkes elegante, åndfulde damer, men tillige en række kvindelige karakterer af stærkt følelsesliv og lidenskabelig sindsbevægethed.
Af de omkring 180 nye roller, hun spillede i tiden fra september 1831 til juni 1856, hvor hendes teaterliv foreløbig blev afbrudt, fremhæves i kronologisk orden: Prinsesse Eboli i Schillers Don Carlos, Lise i Køge Huskors af Heiberg, Grevinde Clara Villier i Et Fejltrin og Camilla i Frierens Besøg af Scribe, Juliette i De danske i Paris af Heiberg, Christine i Dronningen på 16 År af Jean-François Bayard, Lady Teazle i Bagtalelsens Skole af Richard Brinsley Sheridan, titelrollen i Donna Diana af Agustín Moreto y Cavana, Susanne i Figaros Giftermål af Beaumarchais, Marie i Alferne af Heiberg, Delphine i Advokatens Kone af Mélésville, Petrine i Den eneste Fejl og Petrea i Debatten i Politivennen af Hertz, Charlotte i Guldkorset af Mélésville, Antonie i Sparekassen af Hertz, Sophie i Nej af Heiberg, Fru Vertpré i Enkens Mand af Dumas, Ragnhild i Svend Dyrings Hus af Hertz, hertuginden af Langeais i Frieren og hans Ven af Jacques-François Ancelot, Preciosa i Farinelli af de Forge m.fl., Nancy Hardcastle i Fejltagelserne af Oliver Goldsmith, Rosaura i Livet en Drøm af Calderón, Ernestine i Kærligheds Drømme af Scribe, Zoë i Kammeraterne af Scribe, Cæcilie i Mulatten af H.C. Andersen, den kvindelige titelrolle i Dorotea og Gomez Arias af Calderon, Anna i Syvsoverdag af Heiberg, Helene i Svanehammen og Louise i Indkvarteringen af Hertz, Abigael i Et Glas Vand og Aline i En Lænke af Scribe, titelrollen i Dina af Oehlenschläger, Parthenia i Ørkenens Søn af Friedrich Halm, titelrollen i Amanda af Hertz, Denise i Møllen i Marly af Mélésville, Jolanthe i Kong Renes Datter af Hertz, Maritana i Don Cæsar de Bazan af Adolphe d'Ennery, Judita i Valgerda af Heiberg, Rose i Fruentimmerskolen af Molière, titelrollen i Viola af Shakespeare, Karine i Trolddom af Peder Vilhelm Jacobsen, titelrollen i Ninon af Hertz, Emilie i Hr. og Fru Møller i Frederik Ludvig Høedts bearbejdelse af Bayards lystspil, titelrollen i Tonietta af Hertz, Myrrha i Sardanapal af Byron, Marguerite i Dronning Marguerites Noveller og grevinde d’Autreval i Kvindens Våben af Scribe og Ernest Legouvé, titelrollen i Ruth af Athalia Schwartz, Fiorella i Den yngste af Hertz, Hanna i Tilfældet har Ret af Carlo Goldoni.

## Et omfattende repertoire
Dette repertoire omfatter så at sige hele skalaen af kvindelige karakterer og menneskelige sindsretninger – fra Ragnhilds dæmoniske lidenskab og grevinde Villiers fortvivlelse (Et Fejltrin) over verdensdamens sikre selvbevidsthed og spillende vid til den pureste uskyldigheds uberørte væsen i skikkelser som Molières Agnes, Hertz’ Amanda og Heibergs Marie (i Alferne).
Barnet Johanne begyndte med fremstillingen af ingenuer, hvis alder og udvikling passede med dets egen, men heller ikke den unge kvinde glemte det pålidelige tonefald og den ægte naivitet, der skal præge jomfrueligheden hos en Antonie i Sparekassen eller en Petrine i Den eneste Fejl. Og mens det unge talent allerede åbenbarede sin sjældne dybde i en rolle som Shakespeares Julie, voksede dets udtryk i årenes løb for den flammende kærlighed, den dybe lidenskab og den håbløse fortvivlelse, på samme tid som den selskabelige konversations åndfulde replik og spillende skæmten beherskedes med den mest fuldendte kunst. At Scribes, og det nyere franske lystspils, indtrædelse i det danske repertoire faldt sammen med tilstedeværelsen af et så rigt og mangfoldigt, på én gang så frodigt voksende og så sikkert behersket fremstillingstalent som fru Heibergs, blev af uberegnelig betydning for arten af teatrets kunst i en lang årrække og hævede, hvad udførelsen angår, nationalscenen op i rang med udlandets bedste.
Men endnu større betydning for åndslivet fik det andet sammentræf; at den fremblomstrende nationale skuespildigtning kunne regne med en så fint forstående og så fantasifuldt opfindende kunstnerpersonlighed som hendes. Hun virkede inspirerende på digterne og derigennem frugtbargørende på litteraturen. Hendes ægtefælle, der med Aprilsnarrene havde gjort hende "sin første Kærlighedserklæring", modtog fra indtrykket af hendes talent den ene impuls efter den anden, og for Hertz var hun ligefrem den tilskyndende genius, hvis væsen han har belyst fra de forskelligste sider i det rigt vekslende galleri af kvindelige naturer, som hans dramatiske digtning indeholder.
Kun til to af vore klassikere stod hendes kunst i et løsere forhold. I det holbergske repertoire var hun en sjælden gæst, skønt hendes lune ingenlunde behøvede at nægte sig det bredere udtryk, hvor et sådant var påkrævet; hun havde i lang tid lyst til at overtage Leonorerne og forsøge på at give den holbergske elskerinde en noget stærkere karakteriseret personlighed, end hun sædvanligvis har, men hendes ønske blev uopfyldt. Derimod genfødte hun så at sige et par andre Holberg-roller og hævede dem fra oversete eller vragede opgaver til fremstillinger af den mest fængslende interesse: 1831 den stumme Engelke Hattemagers i Barselstuen og 1850 Lucretia i Den vægelsindede. De store linjer i Oehlenschlägers tragiske patos, det lidet sammensatte i hans karakterskildring fandt ikke genklang i fru Heibergs kunstneriske natur. Hun indrømmede selv, at hun ligesom manglede ballast til at føre sådanne oldnordiske "snekker" i havn. Selvfølgelig var hun en og anden gang med i Oehlenschlägers dramaer, eftersom han også beherskede det tragiske repertoire: Bertha i Carl den Store, Dæmonen i Sokrates, Tym i Knud den Store; men først da Oehlenschläger for hendes – og sin egen – skyld, for at tage hendes altovervindende talent også i sin digtnings tjeneste, skrev Dina, vandt han derved en triumf og skaffede sit drama en fremgang på de skrå brædder, som intet af hans andre skuespil kunne opvise magen til.
Det var efter fru Heibergs syvende udførelse af denne rolle – 17. november 1842 – at begejstrede tilskuere spændte sig for hendes vogn og trak hende fra teatret hjem til hendes bolig i Bredgade, hvor der fem dage efter, på hendes 30 års fødselsdag, blev bragt hende et fakkeltog af studenter og afsunget en henrivende notturno af Hertz, i hvilken hun hilstes som den, der lig "Titania på Tronen til Sandhed hæver Illusionen".

## Udlandsrejser
Hvad en mand som J.L. Heiberg i intellektuel henseende måtte være for en kvinde som sin hustru, behøver ingen nærmere påvisning. Ikke mindst blev hun påvirket af den omgangskreds, som fik lov til at samles i dette eksklusive hjem, om det fokus der udgjordes af ægteparret og fru Gyllembourg. Her var i de tidligere dage Poul Møller, Weyse, H.C. Ørsted, Andræ og Tscherning regelmæssige gæster, senere Martensen, Madvig og Hall.
Fra den første til den sidste tid var Henrik Hertz, den med Heibergs åndsretning nærmest beslægtede digternatur, husets trofaste ven. Hans yndefulde Hirschholm-digte maler det sommerlige samliv mellem ham og det heibergske trekløver. Hvor langt deres åndelige baner end strakte sig, var Heibergerne dog overvejende hjemmemennesker. Fremmed skuespilkunst havde fru Heiberg kun set lidt af. Med sin mand besøgte hun 1836 Paris, levede der meget sammen med gamle P.A. Heiberg og vandt hans fortrolighed. Hun så, hvad der var at se af komedie i sommertiden, og beundrede den allerede da aldrende mile. Marts 1839 besøgte hun for sit helbreds skyld Emsen. På denne rejse gjorde hun bekendtskab med den store københavnske købmand Th. Suhr, hvis landsted Sølyst blev hendes og hendes mands sommerhjem i mange år. I 1852 gæstede hun Stockholm, og i 1854 gennemgik hun en badekur i Marienbad for at overvinde følgerne af en langvarig og livsfarlig sygdom, som havde holdt hende borte fra teatret i størstedelen af sæsonen 1852-53.
Hvis fru Heiberg i løbet af sit teaterliv havde været omgiven af en hyldest, som næsten ikke kendte grænser, så viste det sig om muligt endnu tydeligere under hendes sygdom, hvilken enestående plads hun indtog i nationens eller i hvert fald hovedstadens bevidsthed. Der blev dagligt udsendt bulletiner om hendes tilstand, som om hun havde været en fyrstelig person, og da hun igen optrådte 30. marts i den lille vaudeville En Sommeraften – hvis anonyme forfatter var hende selv – blev hun genstand for ovationer, hvis lige skuespilhuset aldrig havde set.

## Orlov efter Heibergs fratræden 1856
Hun havde i begyndelsen af 1850'erne været ikke så lidt oprevet over de stridigheder, som herskede ved teatret under hendes mands direktorat, og især i den sæson, da konkurrencen fra de udvandrede gjorde forholdene ekstra vanskelige, havde hun med en forbavsende kraftanstrengelse båret så at sige hele repertoiret. Da Heiberg tog sin afsked 1856, fik hun – efter at hun 20. juni for syvende gang havde spillet Mamsel Hanna i Tilfældet har Ret – orlov for størstedelen af den følgende sæson og rejste til udlandet sammen med sin mand. 18. april 1857 optrådte hun på ny som Ninon, modtagen med stormende hyldest af det tæt besatte hus; men hun fandt snart samarbejdet med den nye konstituerede direktør (Christensen) umuligt og søgte 16. oktober 1857 sin afsked. Kultusministeriet (Hall) prøvede ved forhandlinger at rokke hendes beslutning, men den stod fast, og 3. Marts 1858 modtog hun sin afskedigelse med pension. Otte dage senere sagde hun publikum og sine kunstfæller farvel i en varm henvendelse, som blev indrykket i bladene.

## Tilbage på scenen 1859-64
Fru Heibergs teaterbane var dog ikke afsluttet. Da Frederik Ferdinand Tillisch i juni 1859 var blevet teaterchef, bestemte hun sig for at give efter for kultusminister Monrads indtrængende anmodninger om at vende tilbage til scenen, og 5. oktober optrådte hun på ny som Lady Teazle i Bagtalelsens Skole, overvældet med blomster og hilst med uendelig jubel. Indtil udgangen af sæsonen 1863-64 udførte hun af mere betydningsfulde nye roller Lady Macbeth, Marie Stuart i Schillers tragedie, fru Thompson i En Kurmethode af Hertz og Thusnelda i Fægteren fra Ravenna af Halm. Hendes sidste optræden fandt sted 2. juni 1864 som Elisabeth Munk i Elverhøj. Under Linde-Berners direktion overtog hun 1867 sceneinstruktionen og satte i de syv år, hvor hun havde denne post, adskillige store og vanskelige stykker i scene, deriblandt Bjørnstjerne Bjørnsons Maria Stuart, Henrik Ibsens Kongsæmnerne og De unges Forbund, Heibergs Syvsoverdag og flere andre.

## Helbredsrejser til Schweiz og Norge
Fru Heiberg, der efter sin mands død (25. august 1860) havde adopteret tre forældreløse pigebørn, rejste i foråret 1874 med disse til Schweiz og Italien. En del sygdom hjemsøgte hende på denne rejse, men hun kom dog styrket tilbage og bevarede fra nu af og til højt op i årene et bemærkelsesværdigt godt helbred, som hun styrkede ved årlige rejser til norske og svenske badesteder. Især i Norge var hun en jævnlig gæst, kendt som få andre danskere, og hun befandt sig vel i den skønne natur og blandt en befolkning, hvis "Saltvandspræg" tiltalte hende. Sin sidste sommer tilbragte hun i Hornbæk og døde efter nogen tids svagelighed i København 21. december 1890. 4. januar gav teatret en mindefest for hende; til Fantasus’ rolle i Syvsoverdag havde Carl Ploug som prolog og epilog knyttet de ord, der fremhævede den afdødes betydning for den danske scene.

## Fru Heiberg som forfatter
Det er dog ikke med scenearbejdet alene, at hendes navn er fast forbundet. Også i litteraturen har fru Heiberg sat sig spor. Halvt for spøg betrådte hun journalistikkens bane, da hun 1844 skrev En Modeartikel i sin mands Intelligensblade, og endnu samme år leverede hun, ligeledes under anonymitetens strengeste skjul, en anmeldelse af Barselstuens opførelse til Fædrelandet, året efter en rosende fremhævelse af Christen Martin Foersoms spil i Debatten i Politivennen.
Tanken om dramatisk produktion vågnede hos hende, da hun på sin opfordring til Heiberg om at skrive et nyt skuespil fik svaret: "Skriv selv!" Denne tilskyndelse modnede hos hende, langsomt og besindigt, et par lystspilideer, som var udsprunget af de person- og naturiagttagelser, som hun jævnligt havde lejlighed til at anstille. De to småstykker En Søndag på Amager (opført 1848) og Abekatten (opført 1849), hvis musik var komponeret af forfatterinden selv, stempledes af strenge dommere, der fandt deres idylliske stemning alt for sødladen, som "Duftvaudeviller", men vandt – med fru Heiberg, Michael Rosing Wiehe, Christen Niemann Rosenkilde, Joachim Ludvig Phister og Julie Weber Sødring i hovedrollerne – en lige så afgjort som vedvarende tilslutning hos det store publikum. De er tilsammen blevet opført 231 gange på Det Kongelige Teater og derudover 122 gange på andre københavnske teatre.
Den tidligere nævnte vaudeville En Sommeraften er derimod kun spillet otte gange. Den fine karakteristik af fru Gyllembourg, der indleder anden udgave af de samlede Hverdagshistorier (1866), skyldes uden tvivl også fru Heibergs pen, og 1882 udgav hun den opsigtvækkende, bog Peter Andreas Heiberg og Thomasine Gyllembourg, en Beretning, støttet på efterladte Breve som udkom i flere oplag.
Allerede 1855 var hun begyndt at skrive på sine erindringer, og mange år inden hendes død lå det voluminøse manuskript færdigt. Hun ønskede dog ikke selv at opleve dets offentliggørelse, og først 1891 udgav rigsarkivar A.D. Jørgensen de to første bind, og året efter de to sidste, af Et Liv, genoplevet i Erindringen. Få skrifter er i Danmark blevet imødeset med så megen forventning og læst med så stor ivrighed, og endnu færre har vakt så megen debat. Dette står nu som et memoire-værk, som ville være bemærkelsesværdigt i enhver litteratur og i lange tider vil bevare en fremragende plads, på grund af fortællerindens interessante livsløb, hendes skildring af de betydelige mænd og kvinder, hun har stået nær, og hendes ræsonnementer om den kunst, hun øvede som en af sin samtids ypperste skuespillerinder.
Hun fik, som den første kvinde, Fortjenstmedaljen i guld i 1882.

## Trivia
- Johanne Luise Heiberg var fra 10. marts 1997 til 19. oktober 2010 portrætteret på en dansk pengeseddel, 200 kroner.
- Hendes vaudeville En Søndag paa Amager blev i 1941 filmatiseret af Emanuel Gregers efter manuskript af Arvid Müller